# Haras national de Bábolna
Le haras de Bábolna, plus couramment appelé Bábolnapuszta ou simplement Bábolna, est un haras national hongrois, à l'origine de la race du Shagya.

## Histoire

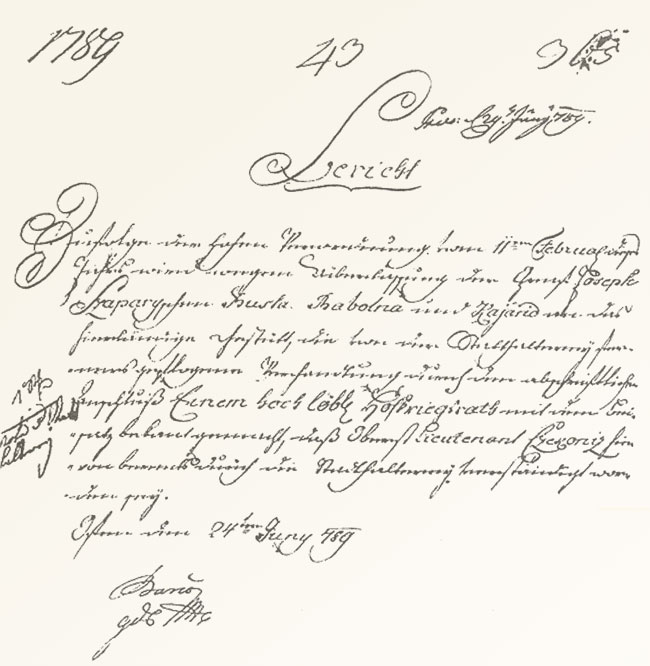
Copie du décret impérial fondant le haras de Bábolna.

Ce haras, le second plus ancien de la Hongrie, est fondé en 1789 sous le Saint-Empire romain germanique, sur le territoire de l'actuelle Hongrie, par un décret de l'empereur Joseph II d'Autriche, et sur les conseils de son aide de camp József Csekonics. Celui-ci conseille à l'empereur d'acheter le domaine de Bábolnapuszta, alors propriété du comte Szapáry, et situé à 60 km à l’ouest de Budapest, pour y créer le haras militaire impérial. Ce lieu devint rapidement le centre d'élevage du cheval arabe dans l'empire, et est le lieu d'origine de la race Shagya.
Le haras importe en 1836 un étalon arabe du nom de Shagya, depuis la Syrie, grâce à une grande expédition d'Eduard Herbert. Dans les années 1920 et 1930, Bábolna est l'un des plus grands haras de chevaux arabes au monde.
En 1912, Sándor Jaross fonde le haras de Dióspuszta à proximité immédiate de Bábolna, dans l'objectif d'élever des chevaux de course. En 1962, cet élevage passe sous la gestion du haras national de Bábolna.
Des festivités sont organisées en 1989 pour le 200e anniversaire du haras. 
En 2001, ce haras passe sous la gestion d'un établissement public, Haras national de Bábolna Ltd, dont l'objectif est de protéger ses bâtiments classés appartenant au patrimoine culturel hongrois, et de perenniser la gestion du stud-book du cheval Shagya. 
Ce haras est menacé de passer sous gestion privée en 2008, dans le cadre d’une réforme, 11 000 hectares du domaine d’Etat étant concernés. Le réseau européen des haras nationaux se mobilise pour éviter cette restructuration.

## Description

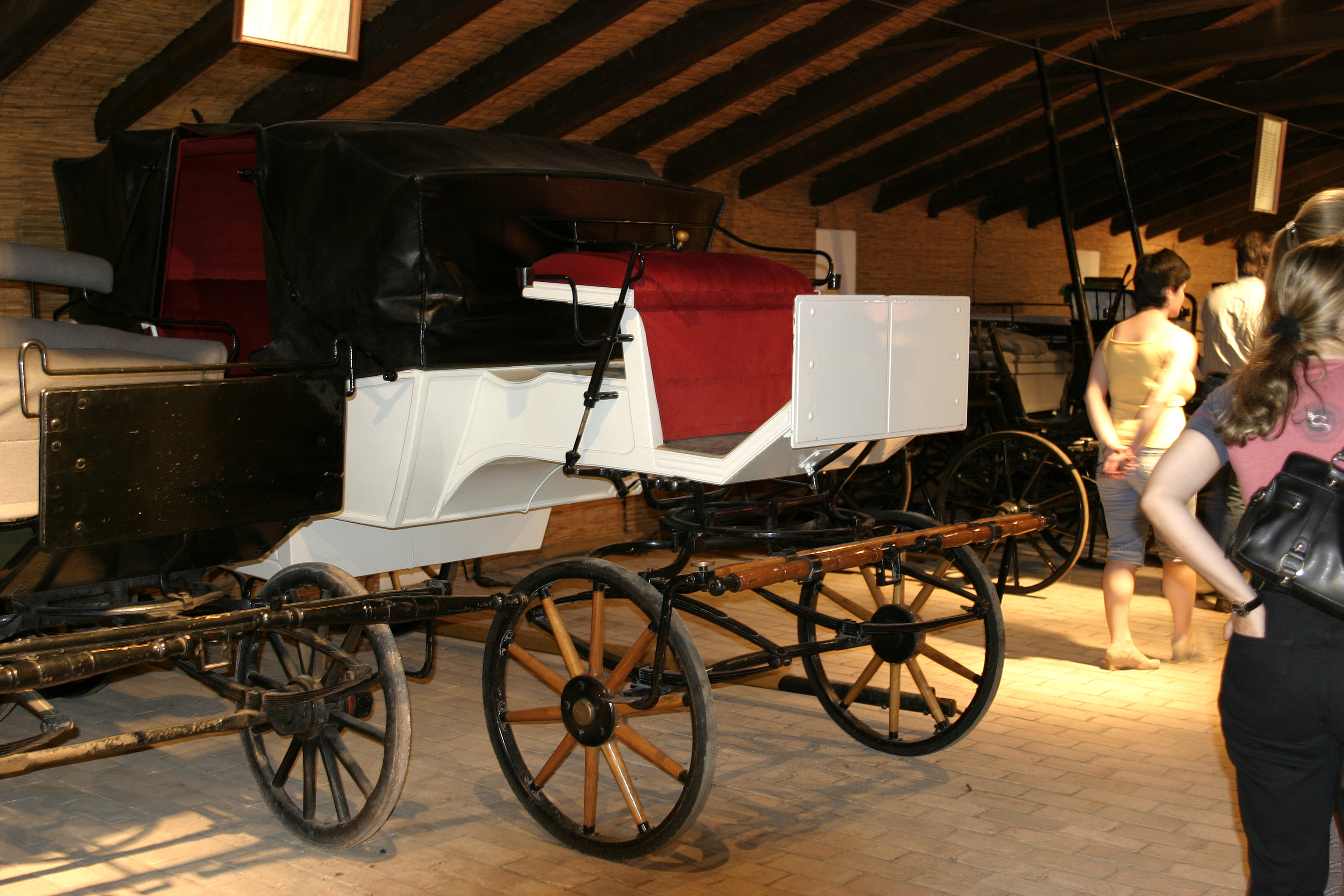
Véhicule hippomobile du haras national de Bábolna.

Le haras national de Bábolna se situe à environ 15 km au sud de Komárom. Il compte plusieurs lieux remarquables, notamment sa cour, son manège et ses deux écuries. Il comporte un musée de carosses et un musée du cheval.

## Missions
Le haras national de Bábolna est l'un des haras les plus connus à l'échelle européenne.
Au début du XXIe siècle, le haras national de Bábolna compte environ 250 chevaux, qu'ils soient de trait ou de sport. Il est possible d'y faire héberger son cheval, et de recourir aux services d'aide au poulinage, au parage, à la ferrure et aux soins vétérinaires qui y sont proposés. Des ventes de chevaux y sont également organisées.